# Bommasamudra, Challakere
Bommasamudra là một làng thuộc tehsil Challakere, huyện Chitradurga, bang Karnataka, Ấn Độ.